# Perdaxius
Perdaxius (en sard, Perdaxius) és un municipi italià, dins de la província de Sardenya del Sud. L'any 2007 tenia 1.465 habitants. Es troba a la regió de Sulcis-Iglesiente. Limita amb el municipi de Carbonia, Narcao, Tratalias i Villaperuccio

## Administració
| Període | Identitat    | Partit        |
| ------- | ------------ | ------------- |
| 2005-   | Pietro Sabiu | Llista Cívica |